# Hedemora tingsrätt
Hedemora tingsrätt var en tingsrätt i Sverige med kansli i Hedemora. Tingsrättens domsaga omfattade kommunerna  Hedemora, Säter och Avesta. Tingsrätten och dess domsaga ingick i domkretsen för Svea hovrätt. Tingsrätten upphörde 2001 och dess domsaga uppgick i Falu domkrets.

## Administrativ historik
Vid tingsrättsreformen 1971 bildades denna tingsrätt i Hedemora av  häradsrätten för Hedemora tingslag och Folkare tingslag. Domkretsen bildades av tingslagen. 1971 omfattade domsagan Hedemora, Säters och Avesta kommuner.  Tingsplats var Hedemora och Krylbo.
Den 1 september 2001 upphörde Hedemora tingsrätt och domsaga och kommunerna i domsagan övergick till Falu domkrets.

## Lagmän
- 1971-1979: Holger Nordqvist
- 1979-1983: Birger Vallgårda
- 1984–1990: Anders Brandel
- 1991–1992: Bertil Hübinette
- 1992-2001: Mats Friberg